# 横浜雙葉中学校・高等学校
横浜雙葉中学校・高等学校（よこはまふたばちゅうがっこう・こうとうがっこう）は、神奈川県横浜市中区山手町に所在し、中高一貫教育を提供する私立女子中学校・高等学校。
高等学校において生徒を募集しない完全中高一貫校。神奈川女子御三家の一つに数えられている。

## 概要
横浜雙葉学園の源流をたどれば、17世紀半ばのフランスにまで遡る。当時宗教戦争などで混乱していたフランス国内で貧しい家庭の子どもたちを助けるため、ミニム会修道士ニコラ・バレ神父は1662年、無料の小さな学校を設立。2年後には教師として働く修道女（シスター）たちのためのサンモール修道会（1991年に「幼きイエス会と名称変更）を2年後に設立した。
1872年（明治5年）、「キリシタン禁制の解かれる希望が見えてきた。今すぐ宣教女に来てほしい」というベルナール・プティジャン司教からの要請に応え、メール・マチルドら5名がシスター（修道女）としては初めて横浜に来日し、山手居留地58番に外国人子女教育および貧困孤児養育事業を開始。山手居留地83番に「横浜修道院」、また「仁慈堂」（じんじどう）と名付けられた孤児院を開設した。「仁慈堂」は350人もの子供と80人の乳幼児を収容した。1875年（明治8年）正式な孤児院として認可され、1900年（明治33年）山手88番に一般の子女を対象にした横浜紅蘭女学校を開校、これが現在の横浜雙葉中学・高校の前身となる。なお、孤児院は1902年普通教育を授ける菫（すみれ）女学校となったが、関東大震災で横浜紅蘭女学校と共に壊滅。菫女学校は東京に移り、太平洋戦争開戦によって歴史を閉じることになる。
中等教育を行う学校としては創立は1900年（明治33年）であるが、1914年（大正3年）には横浜紅蘭女学校付属初等科、幼稚園（現在の横浜雙葉小学校）を開設している。
小中高一貫教育であり、横浜雙葉小から約85名、中学から約100名が入学する。なお、若干名帰国生も募集している。
中3から希望者対象にフランス語の課外授業がある。
高校では大学受験を念頭に置いた授業が行われている。学校行事や学習を通して総合的な力を身につけることを目標としている。
≪文化部≫
- 器楽部
- 茶道部
- 家庭部
- 生物部
- 新聞部
- 音楽部
- 英語部
- 史学部
- 科学部
- 美術部
- 写真部
- 文芸部
- フランス語部
- 演劇部
- 数学研究部
- 地理研究部
- カトリック研究部
- 軽音楽部
- 競技かるた部
- 聖歌隊
- THE EYES（奉仕活動グループ）
- 吹奏楽部

≪運動部≫
- テニス部
- ハイキング部
- バレーボール部
- バスケットボール部
- ダンス部

## 沿革
- 1900年（明治33年） - 一般子女向けに横浜紅蘭女学校として開校
- 1933年（昭和07年） - 横浜紅蘭高等女学校設立認可
- 1945年（昭和20年） - 5月、横浜大空襲にて全校舎壊滅。7月に焼け跡地下室で授業を始める
- 1947年（昭和22年） - 校名を紅蘭女学院とし、六三制が発足[2]
- 1951年（昭和26年） - 校名を雙葉中学校・高等学校に変更
- 1958年（昭和33年） - 校名を横浜雙葉中学校・高等学校に変更

## 活動
- 2009年（平成21年）3月に、高校生が検察官役を競う横浜地方検察庁主催の「検察官甲子園」で優勝した。

## 進路
2017年度の大学合格実績は卒業生175名のうち国公立大学に50名（横浜市立大学8名、東京外国語大学6名、東京大学5名）、私立大学は早稲田大学38名、慶應義塾大学34名、日本女子大学40名などである。

## 交通
- JR根岸線石川町駅 徒歩17分
- JR根岸線山手駅 徒歩15分
- みなとみらい線元町・中華街駅 徒歩8分
- 神奈川中央交通 11系統で、「元町公園前」下車 徒歩2分

## 著名な出身者
- 中里恒子 - 作家　※横浜紅蘭女学校
- 佐藤美子 - 声楽家・オペラ歌手 ※横浜紅蘭女学校
- 稲葉賀恵 - ファッションデザイナー
- 松あきら - 元参議院議員（公明党）、元宝塚歌劇団花組トップスター
- 牧島かれん - 衆議院議員（自由民主党）
- 伊藤緋紗子 - エッセイスト、翻訳家
- 明石伸子 - NPO法人日本マナー・プロトコール協会理事長、NHK経営委員
- 戸田恵美子 - 元TBSアナウンサー
- 八木亜希子 - フリーアナウンサー、元フジテレビアナウンサー、78回生
- 渡辺真理 - フリーアナウンサー、元TBSアナウンサー、80回生
- 森下典子 - エッセイスト
- 三浦しをん - 小説家
- 乙黒えり - 女優、タレント
- 瀧口友里奈 - アナウンサー、経済キャスター、ジャーナリスト
- 海原純子 - 医師
- 慶田朋子 - 医師
- 川村優希 - 医師、タレント
- 柳川あかり - アニメプロデューサー（中学校のみ）
- 水木ゆき菜 - 歯科医師、モデル
- 日比麻音子 - TBSアナウンサー
- 佐々木舞音 - TBSアナウンサー
- 藤井まどか - 元NHKアナウンサー
- 大久保凛 - 女優、モデル
- 篠原かをり - タレント、作家
- 星空美咲 - 宝塚歌劇団花組トップ娘役